# サン＝ソヴール (フィニステール県)
サン＝ソヴール （Saint-Sauveur、ブルトン語:An Dre-Nevez）は、フランス、ブルターニュ地域圏、フィニステール県のコミューン。

## 地理
サン＝ソヴールは、南のモン・ダレ、北のイギリス海峡の間にある、レオン地方の台地に位置する。かつてはレオン司教区の一部であった。南西をシザン、南東をコマナ、北のランポール＝ギミリオーとロクメラールと接する。最も近い都市はランディヴィジオとランデルノーである。サン＝ソヴールの町は標高170mのところにある。沿岸河川のペンゼ川が町を横切る。コミューンはアルモリカ地域圏自然公園に含まれてはいないが、非常に近い距離にある。

## 歴史
青銅器時代の2箇所の墳丘墓がサン＝ソヴールのリュゲルー地区で見つかっており、1つは1986年に発掘作業が行われた。
1669年以降、サン＝ソヴールはコマナの小教区であった。ケラヴァル領主は当時、レオン助祭管区の一部であったシザンの古い教区が解体された後、イエスと聖家族に敬意を表した礼拝堂を建設した。そこは聖セヴランを守護聖人とし、コンコルダートによって教区にされた。ブルトン語の地名An Dre Nevezとは、『新しい小教区』を意味している。
1789年4月、サン＝ソヴール小教区を代表する2人の人物が、レスネヴァンのセネシャルにあてて出された第三身分陳情書に署名を行った。
1849年に出版された1836年から1846年までの農業統計によると、1836年の農業人口は、同じ年の総人口1895人に対して1836人であった。885ヘクタールが耕地、177ヘクタールが湿地かムーア、39ヘクタールが森、130ヘクタールが自然の草地で、町では2箇所の製粉所が稼働していた。当時のサン＝ソヴールの農民は、オートムギを177ヘクタール、コムギを88ヘクタール、オオムギを88ヘクタール、ライムギを12ヘクタール、アマを9ヘクタール、ヘンプを7ヘクタール、18ヘクタールでビーツやニンジン、キャベツを栽培していた。
ペンテコステの日曜日、サンティヴ礼拝堂でパルドン祭りが行われる。

## 人口統計
| 1962年 | 1968年 | 1975年 | 1982年 | 1990年 | 1999年 | 2006年 | 2010年 |
| ------ | ------ | ------ | ------ | ------ | ------ | ------ | ------ |
| 806    | 734    | 646    | 635    | 654    | 636    | 723    | 771    |

参照元:1999年までEHESS、2000年以降INSEE